# Hadar (Etiopía)
Hadar es el nombre de una aldea de Etiopía y del sitio arqueológico que se encuentra en sus alrededores. Hadar está situado en la woreda de Mille, que forma parte de la Zona Administrativa 1 de la región de Afar. Recibe también el nombre homónimo, formación Hadar, la unidad litoestratigráfica donde se encontraron fósiles de hominini en esta zona.

## Yacimiento arqueológico y paleoantropológico
Maurice Taiebas realizó las primeras exploraciones geológicas del área. Al parecer, encontró Hadar en diciembre de 1970, siguiendo uno de los afluentes del río Ledi, que nace en la sierra norte de Bati para desembocar en el río Awash. Taeib recuperó una cantidad de fósiles en la zona en mayo de 1972. En octubre de 1973 la Expedición Afar de Investigación Internacional con 16 personas se dio cita en Hadar y permaneció allí durante dos meses, tiempo durante el cual se encontró el primer fósil de homínido. Aunque Taeib afirma en su libro de 1985 Sur la terre des hommes primiers haber descubierto los campos Hadar en 1968, Kalb sostiene que esta afirmación es incorrecta. Con base en sus hallazgos, estimaron que la formación geológica sedimentaria que examinaron data de hace entre 3,5 y 2,2 millones de años y la llamaron la "Formación Hadar".
Un miembro de la expedición de 1973 a Hadar, el arqueólogo Donald Johanson, regresó a Hadar el año siguiente para hacer el primer descubrimiento de los restos de "Lucy", de tres millones años de edad, fósiles de Australopithecus afarensis. El nombre fue inspirado por la canción "Lucy en el cielo con diamantes", de The Beatles, que se oía en la radio en el campamento base.
En Hadar, en 1975 se encontró la llamada Primera familia. Esta estaba compuesta por 9 adultos y 4 niños. Los restos de estas 13 personas estaban enterradas juntas, por alguna causa natural. De este entierro hace unos 3,2 millones de años.
En el 2000, otro esqueleto de un Australopithecus afarensis fue encontrado en otro afloramiento de la Formación Hadar, en el yacimientoa de Dikika. El esqueleto correspondía a una niña de tres años, después nombrado "Selam", que significa paz en varios idiomas etíopes.